# 2013 PD84
2013 PD84 est un objet du disque des objets épars.

## Caractéristiques
2013 PD84 mesure environ 170 kilomètres de diamètre.